# 636
Cette page concerne l'année 636  du calendrier julien. Pour l'année 636 av. J.-C., voir 636 av. J.-C.
L'année 636 est une année bissextile qui commence un lundi.

## Événements
- Printemps : les musulmans évacuent Damas et Émèse. Ils se retirent à Jabiya[1].
- Avril : début du règne de Chinthila, roi des Wisigoths (636-640)[2].
- Mai : une armée byzantine quitte Antioche et avance contre les musulmans[1].
- 30 juin : début du Ve concile de Tolède. Chinthila y sécurise le pouvoir royal[3].
- 15 - 20 août : l'armée byzantine est écrasée par les Arabes à la bataille de Yarmouk[1].
- Décembre : reconquête de Damas par les musulmans[1].

- Fondation du camp de Bassorah par le calife Omar[4].
- Début du règne de Rothari, roi des Lombards, qui épouse Gondeberge, la veuve catholique de son prédécesseur Arioald (fin en 652)[5].

## Décès en 636
- 1er avril : Sisenand, roi des Wisigoths d'Espagne de 631 à 636[2].
- 4 avril[3] : Isidore, évêque de Séville, historien des Wisigoths et encyclopédiste dont l'œuvre sera lue et étudiée pendant tout le Moyen Âge (né vers 570).

- Arioald, roi des Lombards[5].